# Луисвил (Ајдахо)
Луисвил (енгл. Lewisville) град је у америчкој савезној држави Ајдахо.

## Демографија
По попису из 2010. године број становника је 458, што је 9 (-1,9%) становника мање него 2000. године.
| Група             | 2000.       | 2010.       |
| Белци             | 401 (85,9%) | 396 (86,5%) |
| Афроамериканци    | 2 (0,4%)    | 0 (0,0%)    |
| Азијати           | 0 (0,0%)    | 2 (0,4%)    |
| Хиспаноамериканци | 59 (12,6%)  | 52 (11,4%)  |
| Укупно            | 467         | 458         |